# جورج (رمان)
ملیسا که قبلاً با نام جورج تا آوریل ۲۰۲۲ منتشر شده بود، رمانی کودکانه درباره یک دختر تراجنسیتی، نوشته نویسنده آمریکایی الکس جینو است. این رمان، داستان دختر کلاس چهارمی به نام ملیسا را روایت می‌کند که تلاش می‌کند تا به بقیه دنیا خود واقعی‌اش را نشان دهد. بقیه جهان ملیسا را به عنوان پسری به نام جورج می بینند.  ملیسا با عوض کردن نقش خود، با نقش بهترین دوستش و ایفای نقش شارلوت، از نمایش کلاسی تار شارلوت استفاده می کند تا به مادرش نشان دهد که یک دختر است. اسکولاستیک برای اولین بار این رمان را در ۲۵ آگوست ۲۰۱۵ منتشر کرد و به دلیل محتوای ال‌جی‌بی‌تی آن واکنش های متفاوتی دریافت کرد. در سال ۲۰۲۱، جینو نام رمان را از جورج، به ملیسا تغییر داد. 
این رمان بازخورد مثبتی برای گنجاندن تجربیات افراد تراجنسیتی از منابعی مانند نیویورک تایمز و رادیو عمومی ملی دریافت کرد. با این حال، این کتاب برای برخی از والدین و معلمان بحث برانگیز باقی مانده است و باعث شده است که در فهرست ۱۰ کتاب چالش برانگیز انجمن کتابخانه آمریکا در سال های ۲۰۱۶، ۲۰۱۷، ۲۰۱۸، ۲۰۱۹ و ۲۰۲۰ قرار گیرد (و در صدر فهرست سال های ۲۰۱۸، ۲۰۱۹ و ۲۰۲۰).  دلایل رایج برای به چالش کشیدن این کتاب شامل ارجاعات جنسی و تضاد با «ساختار سنتی خانواده» است، به طوری که برخی می‌گویند مدارس و کتابخانه‌ها نباید «کتاب‌های چالش برانگیز را در دست کودک بگذارند».  این کتاب در نهایت به پنجمین کتاب ممنوعه بین سال‌های ۲۰۱۰ تا ۲۰۲۰ تبدیل شد 